# مونرو سنتر (ویسکانسین)
مونرو سنتر (به انگلیسی: Monroe Center) یک منطقهٔ مسکونی در ایالات متحده آمریکا است که در شهرستان آدامز، ویسکانسین واقع شده‌است. مونرو سنتر ۲۸۸٫۰۴ متر بالاتر از سطح دریا واقع شده‌است.